# Mandoloncello
De mandoloncello is de violoncello van de mandoline-familie.
Dit snaarinstrument lijkt op een gewone mandoline, maar is een stuk groter - ongeveer 65 centimeter lang. Het heeft 23 frets en is bespannen met vier paren snaren die in C/C G/G d/d a/a zijn gestemd. Omdat de C-snaren vaak tegen elkaar aan ratelen wordt dikwijls een van beide C-snaren weggelaten. De mandoloncello wordt bespeeld met een plectrum.
Evenals de mandola en de mandobas wordt ook de mandoloncello bijna alleen in mandolineorkesten gebruikt. Jaco Pastorius bespeelt de mandoloncello op de nummers Birdland en The Juggler van het Weather Report-album Heavy Weather (1977).